# Cathartosilvanus tropicalis
Cathartosilvanus tropicalis là một loài bọ cánh cứng trong họ Silvanidae. Loài này được Van Dyke miêu tả khoa học năm 1953.